# Ekigho Ehiosun
Ekigho Ehiosun (* 25. Juni 1989 in Warri, Nigeria) ist ein nigerianischer ehemaliger Fußballspieler.

## Karriere

### Verein
Ehiosun spielte in seiner Heimat Nigeria für Warri Wolves FC, vorher spielte er in der Jugendmannschaft von Delta Force FC. Im Sommer 2011 wechselte der junge Stürmer in die Türkei zu Samsunspor. Beim Erstligisten war er sofort Stammspieler und erzielte in 31 Spielen neun Tore. Mit dem Abstieg Samsunspors wurde sein Vertrag nicht verlängert.
Zur Saison 2012/13 wurde sein Wechsel zum türkischen Erstligisten Gençlerbirliği Ankara bekanntgegeben. Für die Rückrunde der Spielzeit 2012/13 wurde Ehiosun an den Ligakonkurrenten Kardemir Karabükspor ausgeliehen. Wenige Tage nachdem dieser Ausleihvertrag bekanntgegeben wurde, wurde der Vertrag nach gegenseitigem Einvernehmen aufgelöst. Ehiosun kehrte daraufhin zu Gençlerbirliği zurück.
Im Sommer 2016 wurde er vom Zweitligisten Büyükşehir Gaziantepspor verpflichtet. 2017 wechselte er zum FK Gabala in die aserbaidschanische Premyer Liqası und kam dort auf sechs Spiele.
Von 2018 bis 2019 stand Ehiosun beim israelischen Zweitligisten Hapoel Acre unter Vertrag und bestritt dort rund 31 Ligaspiele. Nach seinem Engagement in Israel beendete Ehiosun seine Profikarriere.